# Punica

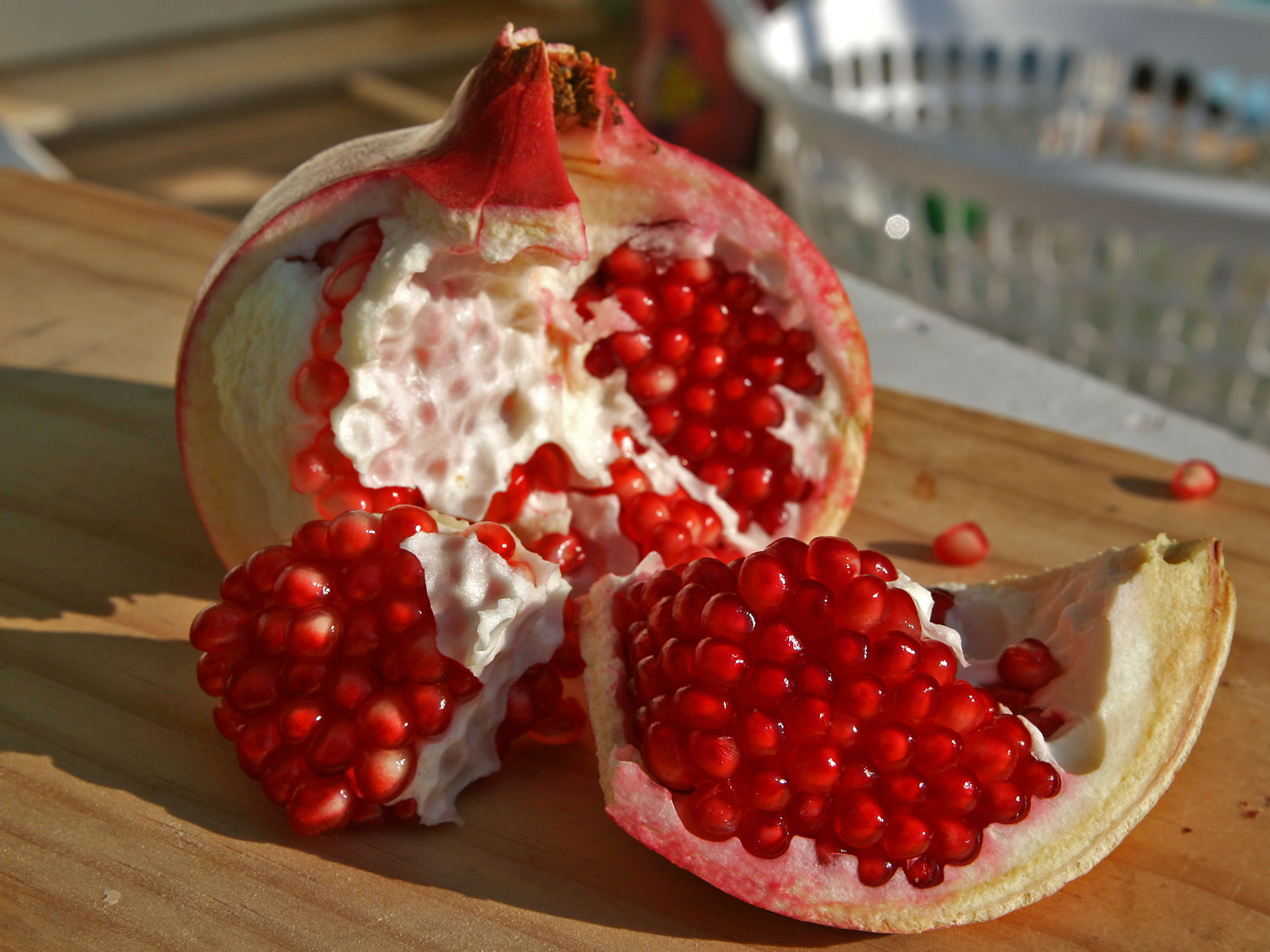
Fruto de granada (P. granatum)

Punica es un género con 7 especies descritas de plantas con flores perteneciente a la familia Lythraceae. Es el único género de la subfamilia Punicoideae. Solo 2 de las especies están hoy día aceptadas, y una todavía sin resolver.

## Descripción
Se trata de un género leñoso, arbóreo o arbustivo con hojas simples estípuladas, opuestas o subopuestas, con nectario apical facultativo. Las flores son terminales o axilares, solitarias o fasciculadas, hermafroditas y más o menos actinomorfas. El cáliz (hipanto) tiene 5-8 sépalos  persistentes y un tubo corto. La corola posee 5-8 pétalos imbricados en la preantesis. El androceo está constituido por numerosos estambres de anteras bitecados y el gineceo tiene un ovario ínfero o semiínfero de 7-15 carpelos reunidos en un único verticilo o en 2-3 finalmente superpuestos. El fruto (balausta) es indehiscente, bacciforme, con epicarpo coriáceo y con numerosas semillas con episperma carnoso y sin endosperma.

## Taxonomía
El género fue creado por Carlos Linneo y publicado en Species Plantarum, vol. 1, p. 472, 1753 y su diagnosis ampliada y precisada en Genera Plantarum, n.º 544, p. 212, 1754. 

## Especies aceptadas o dudosas
- Punica granatum L. - Especie tipo
- Punica multiflora Voss - Sin resolver
- Punica protopunica Balf.f.[1]